# 대한민국 민사소송법 제404조
대한민국 민사소송법 제404조는 부대항소의 종속성에 대한 민사소송법조문이다.

## 조문
제404조(부대항소의 종속성) 부대항소는 항소가 취하되거나 부적법하여 각하된 때에는 그 효력을 잃는다. 다만, 항소기간 이내에 한 부대항소는 독립된 항소로 본다.